# San2
San2 (eigentlich Daniel Gall, * 4. Dezember 1978 in Ingolstadt) ist ein deutscher Rhythm-&-Blues-Sänger, Songwriter und Grafik-Designer.

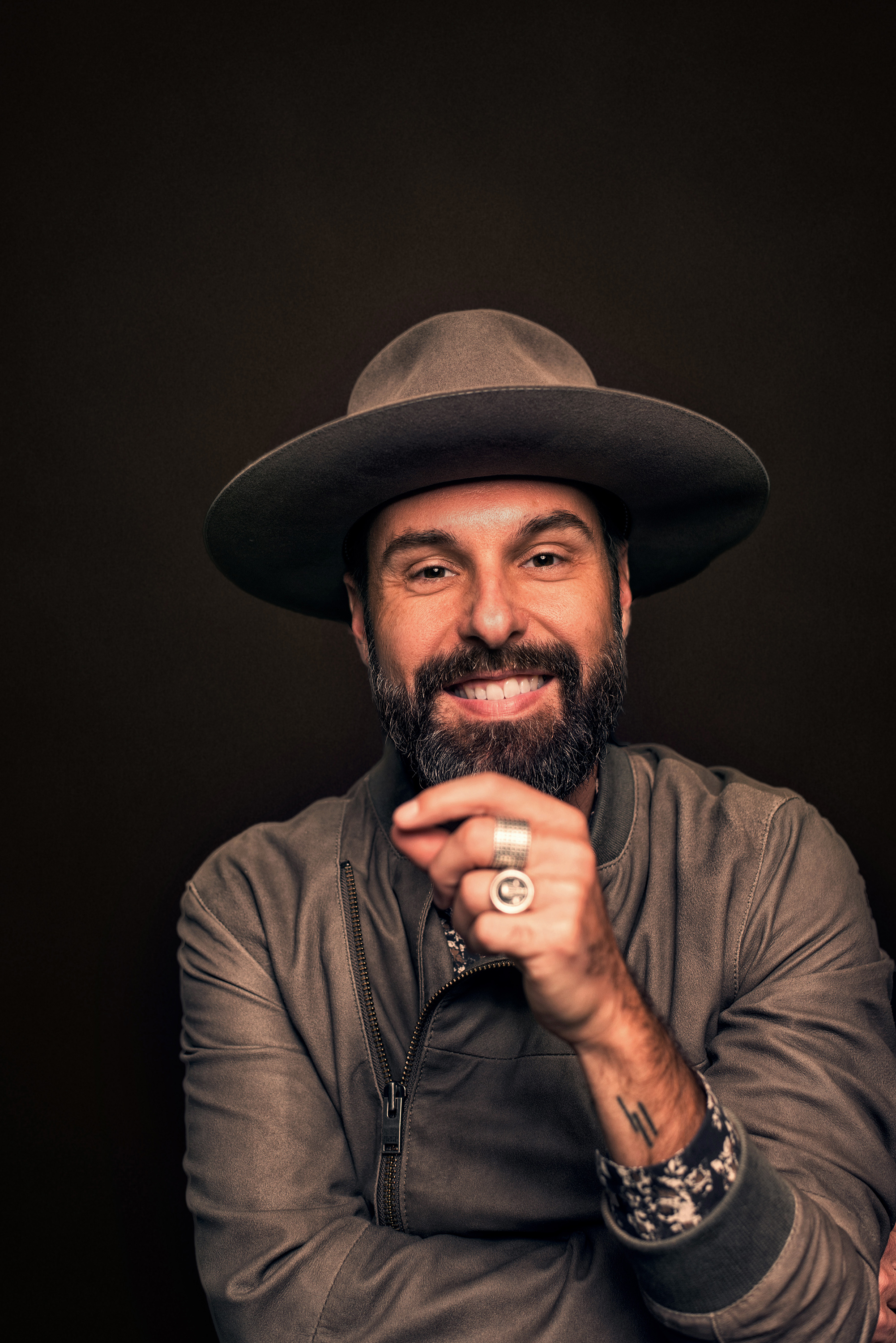
San2 – Plakatmotiv

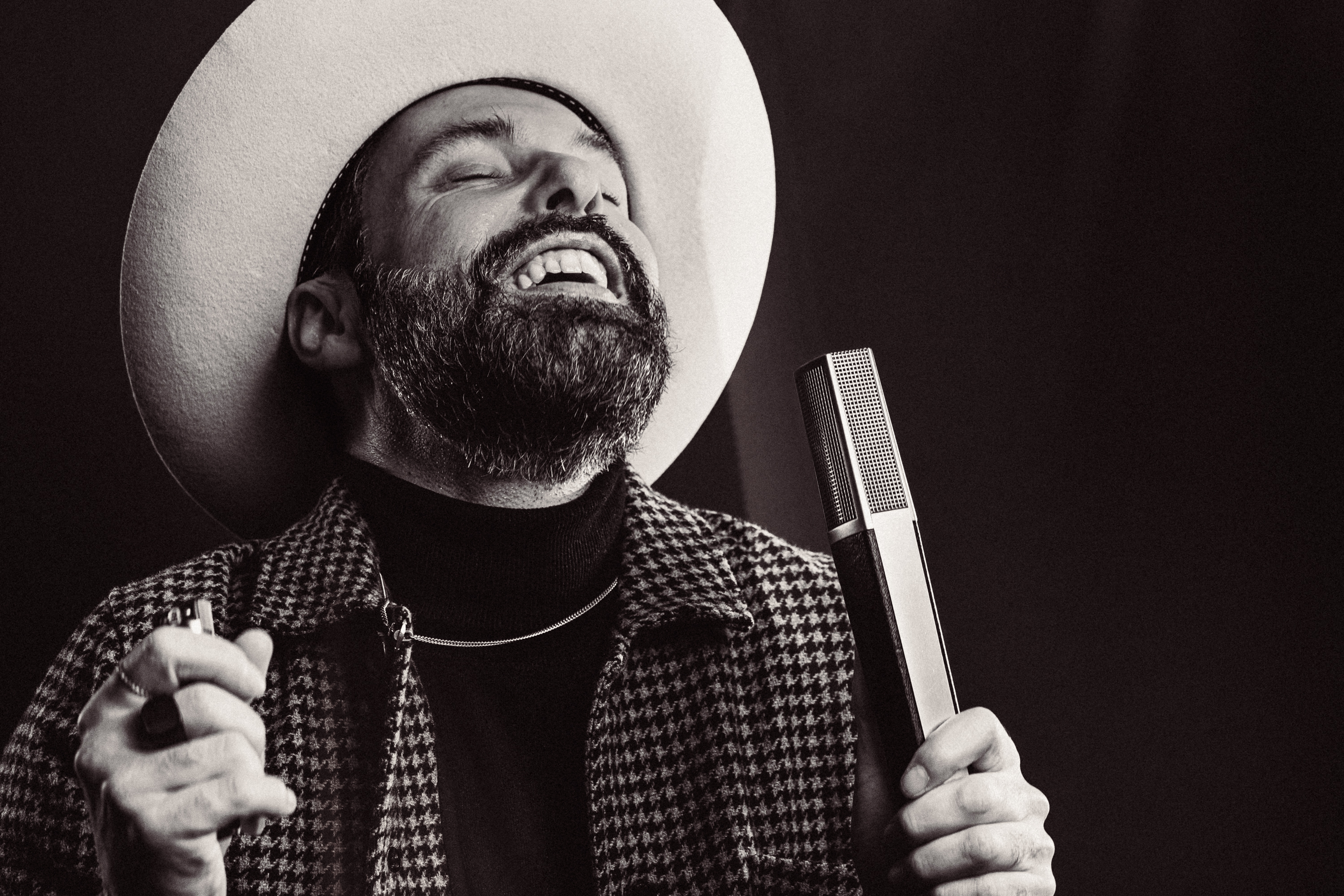
San2 live in concert (2024)

## Leben
Schon als Kind begeisterte er sich für Jazz und Gospel Schallplatten seiner Eltern und so endete der klassische Klavierunterricht nach wenigen Jahren im Improvisieren erster Bluesstücke. Mit 17 Jahren besuchte San2 das Blues to Bop Festival in Lugano. Dort lernte er Carey Bell kennen und brachte sich daraufhin das Mundharmonika-Spielen autodidaktisch bei. Laut eigenen Angaben hatte er nur wenig später auch mit Wilson Pickett zufällig auf der Bühne gestanden und sei bei einem Konzert von James Brown in den Besitz von dessen Fliege gekommen. Diese Erlebnisse hätten ihn dazu motiviert, Sänger und Entertainer zu werden.
Seinen Künstlernamen legte sich San2 bereits mit 15 Jahren als Graffiti-Maler zu.
2001 bis 2002 verbrachte San2 ein Jahr in San Francisco. Als Bluesharp-Spieler und Emcee arbeitete er zunächst mit lokalen Größen der Bay Area. An der Berkeley University belegte er die Fächer Zeichnen und Malerei. In Nürnberg studierte San2 zwischen 2003 und 2007 Kommunikationsdesign und schloss das Studium als Dipl. Grafik-Designer (FH) ab.
2005 gründete er seine eigene Band „San2 & His Soul Patrol“, mit der er sich mittlerweile längst als angesagter Erneuerer des Genres in der europäischen Bluesszene etablieren konnte. Gemeinsame Auftritte mit „Emergency Room“ (feat. Reggy Worthy) und mit Carl-Ludwig Reicherts Gruppe „Wuide Wachl“ folgten. 2009 wurde San2 als Bluesharp Spieler in die internationale Hohner Artist Gallery aufgenommen.
Seine freien Arbeiten als Illustrator und Typograph wurden 2010 beim Swatch & MTV Playground ausgewählt und bei Veranstaltungen weltweit gezeigt.
2008 bis 2011 lebte und arbeitete San2 in Amsterdam. 2011 erschien San2s Debütalbum Rebirth of Soul & Recycling the Blues beim Independent-Label 2strokeRecords.
2014 nahm er bei RTLs Talentshow Rising Star teil und erreichte mit seinem Gitarristen Sebastian Schwarzenberger das Finale.
2015 konnte San2 Geoff Gascoyne für sein neues Album Hold On als Produzenten gewinnen. Der britische Jazzmusiker hatte 2001 Jamie Cullum entdeckt, war dessen Musical Director und maßgeblich an Cullums Erfolgsalben beteiligt. Hold On wurde mit San2's Band und einigen internationalen Gastmusikern aufgenommen, darunter die britische Soulsängerin Louise Clare Marshall. Das Album wurde in London und München produziert und erschien im April 2016 bei nordpolrecords und 2017 bei Sony/Capriola als „Extended Edition“.
Ein weiteres Album folgte 2019 mit dem Titel The Rescue, eine groß angelegte Europatour musste ab März 2020 aufgrund der Corona-Pandemie unterbrochen werden.

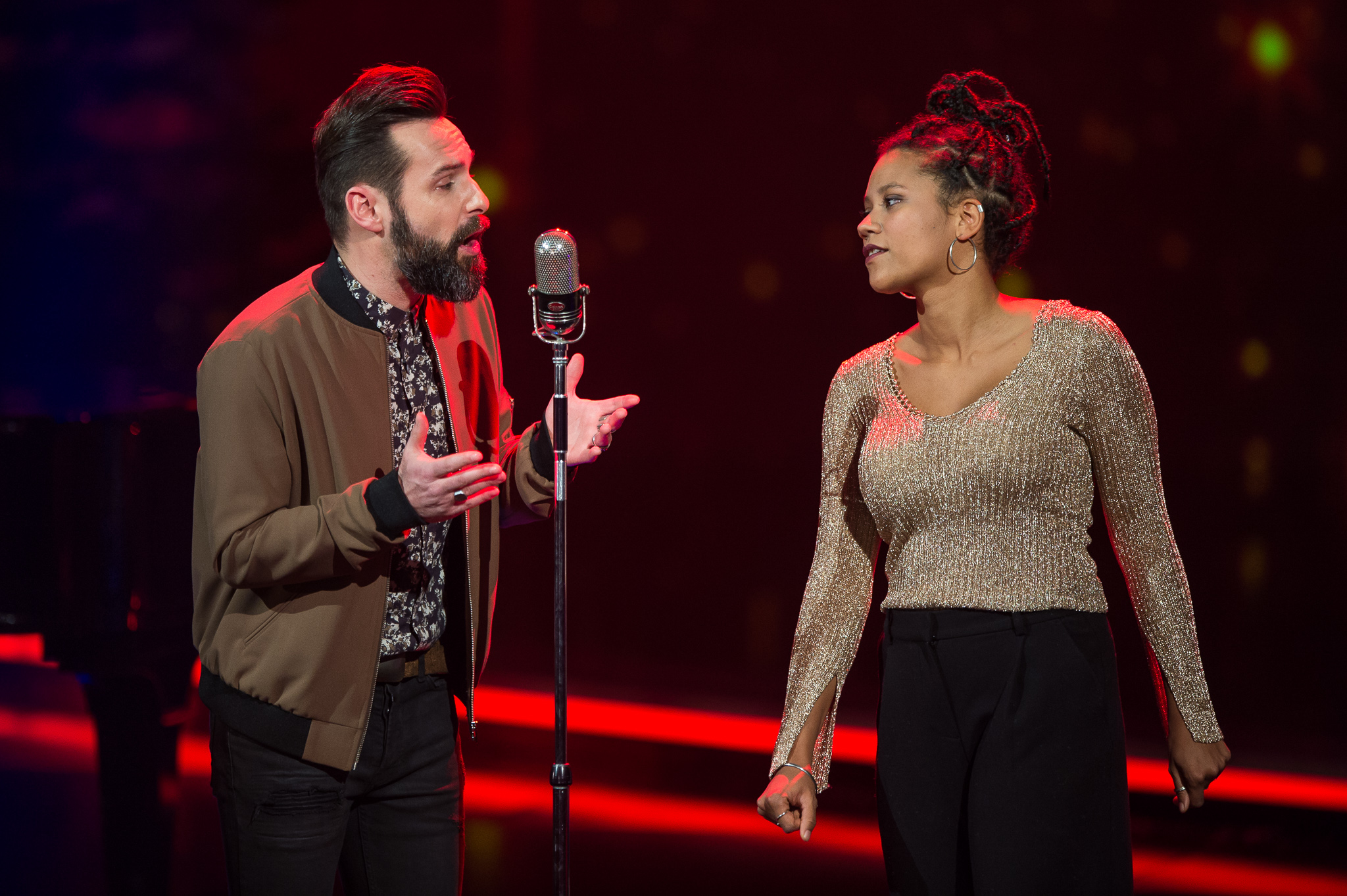
San2 mit Ami Warning bei den BR Sternstunden 2017

Im März 2022 erschien das erste Live und unplugged Album The Groundlift Stories, welches in den Groundlift Studios am Ammersee live vor Publikum aufgenommen und gefilmt wurde. Neben Sebastian Schwarzenberger sind Louis Thomass und Ludwig Seuss die musikalischen Begleiter San2s.
Mit Stoned On Love veröffentlichte San2 das 3. Album mit seiner Soul Patrol unter der Federführung von Produzent Geoff Gascoyne, der auf diesem Album auch wieder Bass spielte und alle Bläser- und Streicherarrangements schrieb. Die in München und London aufgenommene EP fand großen Anklang bei der Presse und ist der erste Teil, des komplett erscheinenden Albums, welches für 2025 geplant ist.
Neben zahlreichen Radio- und Fernsehauftritten ist San2 mit seiner Band auch als Support Act von Jazz-Weltstar Jamie Cullum und gemeinsamen Auftritten mit der britischen TV Legende Jools Holland einem größeren Publikum bekannt geworden.

## Alben
San2 & His Soul Patrol
- 2011: Rebirth of Soul & Recycling The Blues
- 2016: Hold On
- 2017: Hold On – Extended Edition
- 2019: The Rescue
- 2022: The Groundlift Stories
- 2024: Stoned On Love (EP)

San2 & Sebastian
- 2013: Absolutely Barefoot
- 2020: The Rooftop Stories

Dr. Will feat. San2
- 2015: Cuffs Off

San2 & Nick Flade
- 2014: San2 Playing The Munich Sessions